# شيطنة الأوراق النقدية الهندية 2016
شيطنة الأوراق النقدية الهندية 2016 في 8 نوفمبر 2016 أعلنت حكومة الهند عن إلغاء تداول جميع الأوراق النقدية من سلسلة المهاتما غاندي بقيمة 500 روبية و1000 روبية هندية. كما أعلنت عن إصدار عملات ورقية جديدة بقيمة 500 روبية و2000 روبية هندية مقابل الأوراق النقدية التي تم إلغاء تداولها. ادعى رئيس الوزراء ناريندرا مودي أن الإجراء سيحد من اقتصاد الظل، ويزيد من المعاملات غير النقدية ويقلل من استخدام النقد غير المشروع والمزيف لتمويل الأنشطة غير القانونية والإرهاب.
تبع الإعلان عن إلغاء تداول العملات نقصًا نقديًا طويل الأمد في الأسابيع التي تلت ذلك، مما أدى إلى اضطراب كبير في جميع أنحاء الاقتصاد. كان على الأشخاص الذين يسعون إلى استبدال أوراقهم النقدية الوقوف في طوابير طويلة، وقد ارتبطت العديد من الوفيات بالاندفاع لتبادل النقود.
وفقًا لتقرير عام 2018 الصادر عن بنك الاحتياطي الهندي، تم إيداع 15.3 تريليون روبية من 15.41 تريليون روبية في الأوراق النقدية غير المتداولة، أو ما يقرب من 99.3٪ في البنوك مما دفع المحللين إلى القول بأن الجهد المبذول قد فشل في إزالة الأموال السوداء من الاقتصاد. انخفض مؤشرا الأسهم بيس سينسيكس ونيفتي 50 بأكثر من 6 في المائة في اليوم التالي للإعلان. أدت هذه الخطوة إلى خفض الإنتاج الصناعي للبلاد ومعدل نمو الناتج المحلي الإجمالي. تشير التقديرات إلى فقدان 1.5 مليون وظيفة. وشهدت هذه الخطوة أيضًا زيادة كبيرة في المعاملات الرقمية وغير النقدية في جميع أنحاء البلاد.
في البداية تلقت الخطوة دعمًا من بعض محافظي البنوك المركزية وكذلك من بعض المعلقين الدوليين. كما تم انتقاد هذه الخطوة باعتبارها سيئة التخطيط وغير عادلة، وقوبلت بالاحتجاجات والتقاضي والإضرابات ضد الحكومة في عدة أماكن في جميع أنحاء الهند. كما دارت مناقشات حول هذا التحرك في كلا مجلسي البرلمان.